# عمل منبثق

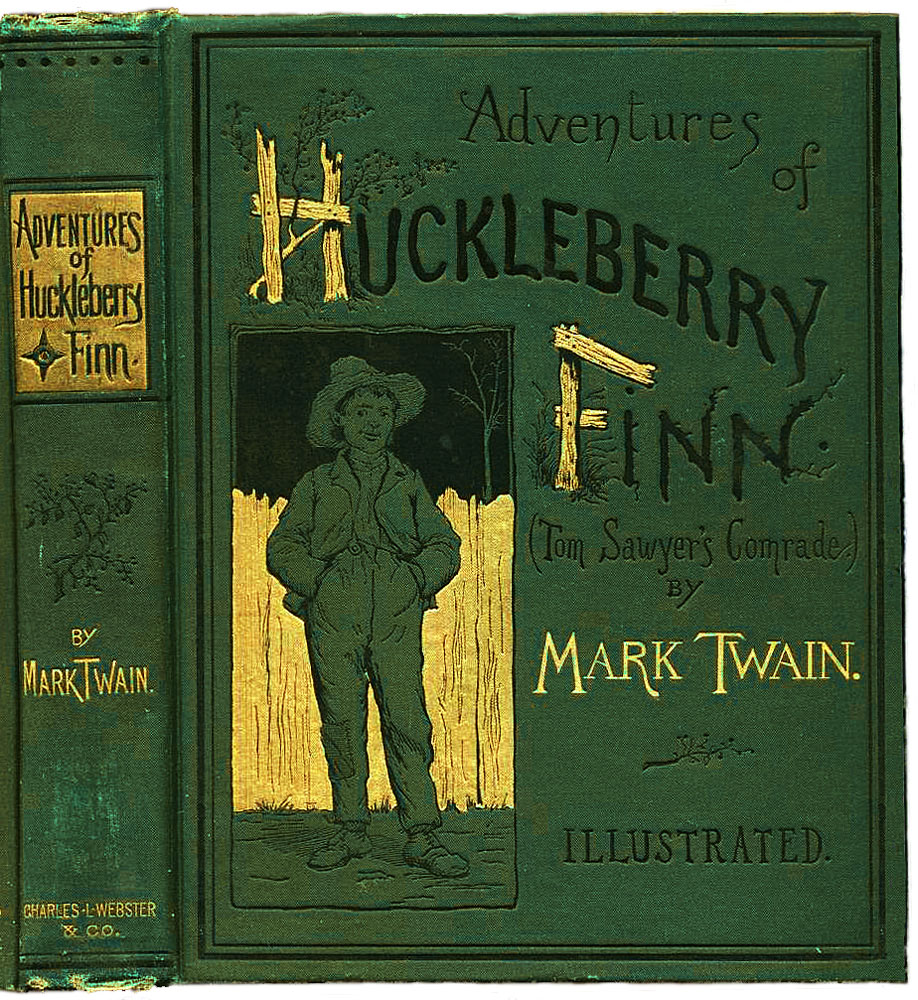
عمل منبثق عن إحدي الروايات

عمل منبثق (بالإنجليزية: Spin-off) و التي تعني حرفيًا العمل المشتق أو العمل العرضي من رواية ، أو برنامج إذاعي ، أو برنامج تلفزيوني ، أو لعبة فيديو ، أو فيلم ، أو أي عمل سردي قائم على قصة أو مفهوم عمل فني آخر. قد تروي النتائج العرضية مزيدًا من التفاصيل ، أو تحكي قصة مختلفة. عادةً ما تستند العناصر العرضية إلى أعمال ناجحة جدًا وتستند أحيانًا إلى شخصيات ثانوية من تلك القصة.

## أمثلة على العروض المنبثقة
- سلسلة من الأفضل الاتصال بسول هي جزء من سلسلة اختلال ضال .
- فيلم هوبس و شو هو جزء من سلسلة السرعة و الغضب .
- فيلم Rogue One هو جزء من سلسلة أفلام Star Wars .
- فيلم Solo: A Star Wars Story هو جزء من سلسلة أفلام Star Wars .
- المينيون هو فرع من Despicable Me .
- سلسلة Fear the Walking Dead هي جزء من سلسلة Walking Dead .

## الاستفسارات المعتمدة
- درب روحي